# Microstylum parcum
Microstylum parcum är en tvåvingeart som beskrevs av Karsch 1888. Microstylum parcum ingår i släktet Microstylum och familjen rovflugor. Inga underarter finns listade i Catalogue of Life.